# Hypostomus nigromaculatus
Hypostomus nigromaculatus är en fiskart som först beskrevs av Schubart, 1964.  Hypostomus nigromaculatus ingår i släktet Hypostomus och familjen Loricariidae. Inga underarter finns listade i Catalogue of Life.